# Inês Murta
Inês Gaspar Murta (Faro, 31 de mayo de 1997) es una tenista portuguesa.
Murta ha ganado un título individual y dieciséis en dobles en la ITF tour durante su carrera. El 19 de septiembre de 2016, ella alcanzó el número mundial 406 en el ranking de dobles. El 19 de diciembre de 2016, alcanzó su mejor ranking de sencillos mundial número 548. 
Jugando para Portugal en la Fed Cup, Murta tiene un registro de victorias-pérdidas de 1-7.
Murta actualmente es entrenada por Nina Bratchikova y Pedro Pereira.
Murta es la hermana de André Gaspar Murta, quién es también un jugador de tenis profesional.

## Títulos ITF (6; 1–5)

### Individual (1–2)
| Leyenda          |
| ---------------- |
| $100,000 torneos |
| $75,000 torneos  |
| $50,000 torneos  |
| $25,000 torneos  |
| $15,000 torneos  |
| $10,000 torneos  |

| Finales por superficie |
| ---------------------- |
| Duro (1–0)             |
| Arcilla (0–2)          |
| Césped (0–0)           |
| Carpet (0–0)           |

| Resultado | N.º | Fecha                    | Torneo                  | Superficie | Oponentes               | Resultado          |
| --------- | --- | ------------------------ | ----------------------- | ---------- | ----------------------- | ------------------ |
| Campeona  | 1.  | 12 de septiembre de 2016 | Ponta Delgada, Portugal | Dura       | Maria João Koehler      | 6–4, 3–6, 7–6(9–7) |
| Finalista | 1.  | 3 de octubre de 2016     | Oporto, Portugal        | Arcilla    | Nina Stadler            | 6–2, 2–6, 3–6      |
| Finalista | 2.  | 11 de diciembre de 2016  | El Cairo, Egipto        | Arcilla    | Veronica Miroshnichenko | 2–2, 2–6           |

### Dobles (16–18)
| Leyenda          |
| ---------------- |
| $100,000 torneos |
| $80,000 torneos  |
| $60,000 torneos  |
| $40,000 torneos  |
| $25,000 torneos  |
| $15,000 torneos  |

| Finales por superficie |
| ---------------------- |
| Dura (8–11)            |
| Arcilla (8–4)          |
| Césped (0–0)           |
| Carpet (0–3)           |

| Resultado | N.º | Fecha                    | Torneo                    | Superficie | Socio                  | Adversarios                                   | Puntuación           |
| --------- | --- | ------------------------ | ------------------------- | ---------- | ---------------------- | --------------------------------------------- | -------------------- |
| Campeona  | 1.  | 3 de noviembre de 2014   | Casablanca, Marruecos     | Arcilla    | Olga Parres Azcoitia   | Martina Caciotti Silvia Njirić                | 6–3, 6–4             |
| Campeona  | 2.  | 30 Marcha 2015           | Port El Kantaoui, Túnez   | Dura       | Melanie Stokke         | Mihaela Buzărnescu Olena Kyrpot               | 6–1, 7–5             |
| Finalista | 1.  | 8 de junio de 2015       | Sharm el-Sheikh, Egipto   | Dura       | Jenny Claffey          | Olga Parres Azcoitia Prarthana Thombare       | 4–6, 2–6             |
| Finalista | 2.  | 5 de octubre de 2015     | Port El Kantaoui, Túnez   | Dura       | Pauline Payet          | Valentini Grammatikopoulou Valeriya Strakhova | 7–5, 3–6, [5–10]     |
| Finalista | 3.  | 2 de noviembre de 2015   | Casablanca, Marruecos     | Arcilla    | Alice Bacquié          | Olga Parres Azcoitia Camilla Rosatello        | 2–6, 4–6             |
| Finalista | 4.  | 20 de junio de 2016      | Cantanhede, Portugal      | Carpet     | Laëtitia Sarrazin      | Francisca Jorge Marta Oliveira                | 6–3, 3–6, [7–10]     |
| Campeona  | 3.  | 27 de junio de 2016      | Amarante, Portugal        | Dura       | Tereza Mihalíková      | Jessica Crivelletto Despina Papamichail       | 7–6(7–5), 6–3        |
| Finalista | 5.  | 4 de julio de 2016       | Lisboa, Portugal          | Dura       | Mathilde Armitano      | Emma Laine Samantha Murray                    | 6–7(5–7), 3–6        |
| Finalista | 6.  | 22 de agosto de 2016     | Sharm el-Sheikh, Egipto   | Dura       | Mirabelle Njoze        | Sharrmadaa Baluu Dhruthi Tatachar Venugopal   | 3–6, 3–6             |
| Campeona  | 4.  | 5 de septiembre de 2016  | Ponta Delgada, Portugal   | Dura       | Ioana Loredana Roșca   | Katharina Hering Andrea Ka                    | 2–6, 6–4, [11–9]     |
| Finalista | 7.  | 10 de octubre de 2016    | Hammamet, Túnez           | Arcilla    | Federica Prati         | Joséphine Boualem Marie Témin                 | 2–6, 4–6             |
| Campeona  | 5.  | 10 de diciembre de 2016  | El Cairo, Egipto          | Arcilla    | Lee Pei-chi            | Lisa-Marie Mätschke Kerstin Peckl             | 6–1, 6–0             |
| Finalista | 8.  | 4 de marzo de 2017       | Palma Nova, España        | Arcilla    | Isabelle Wallace       | Irene Burillo Escorihuela Ksenija Sharifova   | 5–7, 3–6             |
| Campeona  | 6.  | 8 de julio de 2017       | Amarante, Portugal        | Arcilla    | Alba Carrillo Marín    | Maria Masini Olga Parres Azcoitia             | 7–6(5), 3–6, [13–11] |
| Finalista | 9.  | 16 de julio de 2017      | Cantanhede, Portugal      | Arcilla    | Mathilde Armitano      | Maria Masini Olga Parres Azcoitia             | 6–3, 3–6, [4–10]     |
| Campeona  | 7.  | 6 de octubre de 2017     | Amarante, Portugal        | Arcilla    | Alba Carrillo Marín    | Karolína Beránková Adrienn Nagy               | 4–6, 6–1, [10–4]     |
| Campeona  | 8.  | 26 de noviembre de 2017  | Hammamet, Túnez           | Arcilla    | Jelena Simić           | Yulia Kulikova Denise-Antonela Stoica         | 7–5, 5–7, [10–7]     |
| Campeona  | 9.  | 24 de junio de 2018      | Amarante, Portugal        | Dura       | Alba Carillo Marin     | Karola Patricia Bejenaru Daniella Silva       | 6–4, 6–2             |
| Finalista | 10. | 9 de septiembre de 2018  | Santarém, Portugal        | Dura       | Maria Masini           | Dasha Ivanova Samantha Murray                 | 6–0, 1–6, [4–10]     |
| Campeona  | 10. | 16 de septiembre de 2018 | Montemor-o-Novo, Portugal | Dura       | Nina Stadler           | Francisca Jorge Lúcia Quitério                | 6–1, 6–0             |
| Finalista | 11. | 30 de septiembre de 2018 | Óbidos, Portugal          | Carpet     | Mariam Bolkvadze       | Katarzyna Piter Valeria Savinykh              | 3–6, 2–6             |
| Finalista | 12. | 28 de julio de 2019      | Porto, Portugal           | Dura       | Jacqueline Cabaj Awad  | Estelle Cascino Julia Terziyska               | 6–7(0), 3–6          |
| Finalista | 13. | 13 de septiembre de 2020 | Figueira da Foz, Portugal | Dura       | Jacqueline Cabaj Awad  | Ingrid Gamarra Martins Beatriz Haddad Maia    | 5–7, 1–6             |
| Finalista | 14. | 8 de noviembre de 2020   | Lousada, Portugal         | Dura (i)   | Riya Bhatia            | Arianne Hartono Yuriko Lily Miyazaki          | 1–6, 7–5, [7–10]     |
| Campeona  | 11. | 7 de noviembre de 2021   | Castellón, España         | Arcilla    | Sapfo Sakellaridi      | Alba Carrillo Marín Emily Seibold             | 6–4, 6–4             |
| Finalista | 15. | 21 de noviembre de 2021  | Funchal, Portugal         | Dura       | Daniela Vismane        | Alicia Barnett Hsieh Yu-chieh                 | 1–6, 6–3, [8–10]     |
| Campeona  | 12. | 20 de marzo de 2022      | Marrakech, Marruecos      | Arcilla    | Naïma Karamoko         | Lucija Ćirić Bagarić Clervie Ngounoue         | 6–2, 6–7(2), [10–5]  |
| Campeona  | 13. | 27 de marzo de 2022      | Marrakech, Marruecos      | Arcilla    | Naïma Karamoko         | Melania Delai Pia Lovrič                      | 6–2, 6–4             |
| Campeona  | 14. | 8 de mayo de 2022        | Antalya, Turquía          | Arcilla    | Dia Evtimova           | Rina Saigo Yukina Saigo                       | 6–0, 6–2             |
| Finalista | 16. | 6 de noviembre de 2022   | Castellón, España         | Arcilla    | Chantal Sauvant        | Laura Böhner Noelia Bouzó Zanotti             | 6–7(3), 6–4, [7–10]  |
| Campeona  | 15. | 19 de febrero de 2023    | Manacor, España           | Dura       | Rebecca Munk Mortensen | Mika Dagan Fruchtman Shavit Kimchi            | 6–0, 6–3             |
| Finalista | 17. | 26 de febrero de 2023    | Manacor, España           | Dura       | Naïma Karamoko         | Olga Parres Azcoitia Ioana Loredana Roșca     | 4–6, 6–7(6)          |
| Finalista | 18. | 19 de noviembre de 2023  | Funchal, Portugal         | Dura       | Yasmine Mansouri       | Anastasia Kovaleva Elena Pridankina           | 2–6, 3–6             |
| Campeona  | 16. | 10 de diciembre de 2023  | Valencia, España          | Arcilla    | Oana Georgeta Simion   | Laura Böhner Ani Vangelova                    | 7–6(0), 6–2          |

## Participación de Fed Cup

### Individual
| Edición                                 | Etapa    | Fecha                | Ubicación       | En contra            | Superficie | Adversarios        | G/P | Puntuación    |
| --------------------------------------- | -------- | -------------------- | --------------- | -------------------- | ---------- | ------------------ | --- | ------------- |
| Fed Cup 2017 Grupo I Zona Europa/África | R/R      | 8 de febrero de 2017 | Tallin, Estonia | Gran Bretaña         | Dura (i)   | Heather Watson     | P   | 1–6, 1–6      |
| Fed Cup 2017 Grupo I Zona Europa/África | R/R      | 8 de febrero de 2017 | Tallin, Estonia | Turquía              | Dura (i)   | İpek Soylu         | P   | 7–5, 1–6, 1–6 |
| Fed Cup 2017 Grupo I Zona Europa/África | R/R      | 8 de febrero de 2017 | Tallin, Estonia | Letonia              | Dura (i)   | Diāna Marcinkēviča | P   | 1–6, 2–6      |
| Fed Cup 2017 Grupo I Zona Europa/África | Play-off | 8 de febrero de 2017 | Tallin, Estonia | Bosnia y Herzegovina | Dura (i)   | Jelena Simić       | G   | 6–4, 6–0      |

### Dobles
| Edición                                 | Etapa | Fecha                | Ubicación         | En contra    | Superficie | Socio                     | Adversarios                         | G/P | Puntuación         |
| --------------------------------------- | ----- | -------------------- | ----------------- | ------------ | ---------- | ------------------------- | ----------------------------------- | --- | ------------------ |
| Fed Cup 2014 Grupo I Zona Europa/África | R/R   | 4 de febrero de 2014 | Budapest, Hungría | Bulgaria     | Dura (i)   | Bárbara Luz               | Isabella Shinikova Viktoriya Tomova | P   | 2–6, 5–7           |
| Fed Cup 2015 Grupo I Zona Europa/África | R/R   | 6 de febrero de 2015 | Budapest, Hungría | Bielorrusia  | Dura (i)   | Bárbara Luz               | Vera Lapko Aliaksandra Sasnovich    | P   | 4–6, 7–6(7–2), 2–6 |
| Fed Cup 2016 Grupo I Zona Europa/África | R/R   | 3 de febrero de 2016 | Eilat, Israel     | Ucrania      | Dura       | Michelle Larcher de Brito | Kateryna Bondarenko Olga Savchuk    | P   | 2–6, 2–6           |
| Fed Cup 2017 Grupo I Zona Europa/África | R/R   | 8 de febrero de 2017 | Tallin, Estonia   | Gran Bretaña | Dura (i)   | Michelle Larcher de Brito | Jocelyn Rae Laura Robson            | P   | 2–6, 3–6           |